# Cryptocarya longipaniculata
Cryptocarya longipaniculata är en lagerväxtart som beskrevs av James Sykes Gamble. Cryptocarya longipaniculata ingår i släktet Cryptocarya och familjen lagerväxter. Inga underarter finns listade i Catalogue of Life.